# Pseudodreata aroa
Pseudodreata aroa är en fjärilsart som beskrevs av George Thomas Bethune-Baker 1904. Pseudodreata aroa ingår i släktet Pseudodreata och familjen Anthelidae. Inga underarter finns listade i Catalogue of Life.